# 砂村光信
砂村 光信（すなむら みつのぶ、1958年 - ）は、日本の元ラグビー選手。現役時代のポジションはスタンドオフ。

## 来歴
東京の下町、浅草生まれ。台東区立浅草小学校を卒業後、東京都台東区立藏前中学校に進学。在学中に在籍していた軟式野球部のトレーニングの一環として、顧問の先生の指導でラグビーに出会う。
中学卒業後、進学した國學院久我山高校でラグビー部に入部。2年次に花園初制覇を成し遂げ、3年次には主将を務めた。
大学は明治大学に入る。1年次と3年次には関東大学対抗戦・大学選手権の2冠を経験する。
明治大学卒業後、リコーに入社。営業担当の傍らラグビー部で選手として活動。日本代表にも選出される。
引退後はイギリスでの駐在も経験。一方でU-23日本代表監督、リコーラグビー部副部長として指導にも当たった。
現在はNHKなどのラグビー解説者としても活動している。